# Bromus induratus
Bromus induratus là một loài thực vật có hoa trong họ Hòa thảo. Loài này được Hausskn. & Bornm. mô tả khoa học đầu tiên năm 1905.